# Sielsowiet Merczyce
Sielsowiet Merczyce (biał. Мерчыцкі сельсавет; ros. Мерчицкий сельсовет) – sielsowiet na Białorusi, w obwodzie brzeskim, w rejonie pińskim, z siedzibą w Merczycach.
Według spisu z 2009 sielsowiet Merczyce zamieszkiwało 661 osób, w tym 647 Białorusinów (97,88%), 7 Ukraińców (1,06%), 4 Rosjan (0,61%), 2 Polaków (0,30%) i 1 Kazach (0,15%).

## Miejscowości
- wsie:
  - Bastycze
  - Lisiatycze
  - Masiewicze
  - Merczyce
  - Rudka
  - Sienin
  - Twardówka
  - Wieleśnica